# 奥成達
奥成 達（おくなり たつ、1942年6月30日 - 2015年8月16日）は、日本の詩人、ジャズ評論家、著述家、漫画原作者、編集者、作詞家、トランペット奏者。

## 生涯
東京都品川区大井出身。東京都立城南高等学校卒業。雑誌記者、タウン誌編集長、青山学院大学文学部講師を歴任。
さまざまな種類の活動を通して、日本のサブカルチャー界に、広い人脈を築いた。タモリの「密室芸」の命名者である。
また、様々な別名を用いて執筆活動を行った。自身のペンネーム「異魔人」。また高橋肇との共同ペンネーム「影山勲」。弟の奥成繁（久保田呉春）との共同ペンネーム「山口泰」。妻はイラストレーターのながたはるみ。
2015年8月16日、腎盂癌のため死去した。73歳没。

## 詩人として
早熟な詩人であり、北園克衛の影響をうけて10代から詩作をはじめ、15歳にして、北川冬彦が主宰する詩誌『時間』の同人になる。
1961年には詩、ジャズのイベント「新人類学会総会」を主催。日本で初めての「ツイスト・パーティ」であった。この頃、白石かずこと出会う。
その後、詩集を何冊か発行した後、1977年に北園克衛主宰『VOU』同人の同人となる。
また、詩の朗読活動に興味を抱き、1979年には「PRW」（ポエトリー・ロード・トウ・ザ・ワールド）の会を、白石かずこ、八木忠栄と発足。生涯にわたって、ポエトリー・リーディングの活動を行っていた。
1979年には自らの詩誌『gui』を創刊した。

## 編集者として
- 1961年に『日本団地新聞』に入社して、編集・記事執筆を行う。1964年にはエスエス製薬の宣伝課に勤務。この時の宣伝部長が、のち、『東京25時』を発行するアグレマン社の社長となる宮崎宣久だった。
- 1967年には『主婦と生活』誌の編集部記者となる。美術課に在籍していた及川正通と知り合う。また、『主婦と生活』の仕事をしていた、山村雅昭、上村一夫、浜野安宏、沢渡朔などとも知り合う。
- 1970年には、タウン誌『東京25時』（アグレマン社刊）を創刊し、編集長をつとめる。編集者は、高校の後輩の西脇英夫（のち、映画評論家）との2名であった。佐伯俊男の才能を発見しカバー絵に起用。また、佐伯を通して三上寛を知る。時代の熱気を取り込んだ、過激な雑誌であったが、テディ片岡（片岡義男の旧名)原作による「サザエさん」のパロディ「サザエさま」を掲載したことから、長谷川町子に訴訟を起こされ、賠償金50万円を支払い、同誌は1971年に廃刊。
- 1977年には、セルフ出版（のち白夜書房）から、『小説マガジン』を刊行（編集人は末井昭だが、実質は奥成が編集長）。赤塚不二夫の「ウナギイヌ」を表紙にした、奥成の人脈を駆使した「面白雑誌」だったが、6号で休刊。

## ジャズ評論家として
- 中学生のころから、文化放送「トリス・ジャズ・ゲーム」の公開録音へと通う、ジャズ少年でもあった。1964年ごろ、相倉久人と出会う。
- 1965年に『スウィング・ジャーナル』にジャズ評論を投稿し、評論家デビュー。1967年に『ジャズ批評』が創刊されると、創刊号から連載をもった。

## 著書

### 奥成達名義の著書
- ジャズ三度笠 アグレマン社 1971
- 詩集『サボテン男』 思潮社 1974
- 瞑想術入門（山田孝男,影山勲,奥成達） 大陸書房, 1974
- 詩集『1・2・3・4が呼んでいる』 TBデザイン研究所 1976
- 晩酌の思想（白石かずこ,奥成達,平岡正明） 住宅新報社, 1976
- ジャズ三度笠　其の弐 TBデザイン研究所 1976
- 怪談のいたずら ゾーッとさせて楽しむ  ベストセラーズ, 1977.8
- 日本ジャズ伝（清水俊彦,平岡正明,奥成達） エイプリル・ミュージック, 1977.7
- 伏字文学事典 ××を楽しむ本(奥成達, 岡崎英生, 舎人英一） 住宅新報社 1977.7
- 詩集『古都』TBデザイン研究所刊 1978
- 俺はスーパーボーイ  広済堂出版, 1978.5
- 空飛ぶ冷し中華（「全日本冷し中華愛好会」名義）住宅新報社 1978
- 空飛ぶ冷し中華 Part2（「全日本冷し中華愛好会」名義）住宅新報社 1978
  - 共著：山下洋輔、筒井康隆、奥成達、平岡正明、坂田明、日比野孝二、河野典生、上杉清文、山口泰、伊達政保、舎人栄一、岡崎英生、瀬里なずな、小山彰太、池上比沙之、堀晃、黒鉄ヒロシ、赤瀬川原平、高信太郎、長谷邦夫、南伸坊、末井昭、長谷川法世、タモリ、吉峯英虎、赤塚不二夫、高平哲郎、朝倉喬司
- 定本ハナモゲラの研究 講談社 1979
  - 共著：赤瀬川原平・赤塚不二夫・朝倉喬司・糸井重里・上杉清文・及川正通・岡崎英生・奥成達・鏡明・加藤芳一・高信太郎・小山彰太・坂田明・高平哲郎・タモリ・筒井康隆・中原仁・中村誠一・山口泰・山下洋輔・湯村輝彦・横田順彌
- 3時間笑いっぱなしの本 サラリーマン・あの手この手の新発想 かんき出版, 1979.12
- 奇跡を起こす法 魔法，超能力が身につく本 主婦と生活社, 1980.8
- 定本ジャズ三度笠 冬樹社, 1982.1
- 活力ことわざ事典（奥成達文,南伸坊絵） 学校図書, 1983.2
- 深夜酒場でフリーセッション  晶文社, 1984.5
- 遊び図鑑 いつでもどこでもだれとでも（奥成達文、ながたはるみ絵） 福音館書店, 1987.5
- 怪談の仕掛人 ヒンヤリの恐怖を楽しむ… ベストセラーズ, 1989.7  -文庫化時に「怪談のいたずら2」と改題。
- 秘密の暗号ゲーム ラブ・サインの送り方から謎解きまで（奥成達とその一味）ベストセラーズ, 1989.10
- Small change Hayama Horiuchi blues ミッドナイト・プレス, 1990.12
- ドラッグに関する正しい読み方 Drug culuture map 大村書店, 1991.10
- 通勤電車で愉しむ!退屈しのぎの笑える話（奥成達とその仲間） 青春出版社, 1994.7
- 子どもの読めない童話 怪談50連発！ ベストセラーズ, 1995.8
- 駄菓子屋図鑑（奥成達文、ながたはるみ絵）飛鳥新社, 1995.8
- みんながジャズに明け暮れた 私家版・日本ジャズ史 三一書房, 1997.11
- 学校では教えられない日本史読本 この古文書が証す新事実の歴史 青春出版社, 1997.10
- 直筆が覆した日本史読本 学校で教えなかった古文書 青春出版社, 1998.7
- なつかしの小学校図鑑（奥成達文、ながたはるみ絵）いそっぷ社, 1999.12
- 旅で考える生きるヒント 50歳からの修学旅行 （奥成達文、吉岡宏写真） ワニマガジン社, 2000.3
- 昭和こども図鑑 20年代、30年代、40年代の昭和こども誌（奥成達文、ながたはるみ絵） ポプラ社, 2001.7
- 昭和こども食べもの図鑑 卓袱台を囲んで食べた家族の味、その思い出の味覚たち（奥成達文、ながたはるみ絵）ポプラ社, 2004.4
- なつかしの昭和30年代図鑑 （奥成達文、ながたはるみ絵）いそっぷ社, 2005.11
- 昭和30年代スケッチブック 失われた風景を求めて（奥成達文、ながたはるみ絵）いそっぷ社 2007/10